# ブライアン・ヒル (バスケットボール)
ブライアン・ヒル（Brian Alfred Hill、1947年9月19日 - ）はアメリカ合衆国ニュージャージー州イーストオレンジ出身のプロバスケットボール指導者。オーランド・マジック、バンクーバー・グリズリーズでヘッドコーチを務めた。

## 経歴
ジョン・F・ケネディー大で、4年間ポイントガードとしてプレーした後、ハイスクール、NCAAでコーチを務めた後に、NBAでのキャリアをアトランタ・ホークスのアシスタントコーチとしてスタートし、アシスタントコーチを経て、NBAヘッドコーチとなったオーランド・マジックで、2シーズン目の1994-1995年シーズンには、3年目のシャキール・オニールらを率いてイースタン・カンファレンス優勝を果たしたが、ファイナルではヒューストン・ロケッツにあえなくスイープで敗れチャンピオンの座は逃した。1995年には、オールスターゲームでヘッドコーチを務めた。その後、バンクーバー・グリズリーズヘッドコーチ、シャーロット・ホーネッツとニュージャージー・ネッツでアシスタントコーチを務めた後、2005年、再びマジックでヘッドコーチに就任し、若手時代のドワイト・ハワード、ジャミーア・ネルソンを指導し、2シーズン目でプレーオフ進出を果たすものの、当時イーストの強豪であったデトロイト・ピストンズに刃が立たずスイープされ、1回戦で敗退すると、解任された。その後、ニュージャージー・ネッツとデトロイト・ピストンズでアシスタンコーチを務めた。